# Теракт в Могадишо (2011)
Террористический акт в Могадишо произошёл 4 октября 2011 года, целью атаки стали правительственные здания в Могадишо и мирные граждане. 

## Ход атаки
4 октября 2011 года государственные служащие шли на работу, а ученики и их родители выстроились перед зданием министерства образования Сомали, чтобы зарегистрироваться на получение стипендий со стороны турецкого правительства. В это время террорист на заминированном грузовике привёл в действие взрывное устройство, в результате чего погибло более 100 человек. Этот террористический акт стал самой смертоносной атакой боевиков исламистской группировки Джамаат Аш-Шабааб.

## Международная реакция
Соединённые Штаты Америки решительно осудили это жестокое нападение, в результате которого погибло много человек. США высказали свои соболезнования родственникам погибших и заявили, что готовы оказать любую помощь Сомали в расследовании этого террористического акта.
30 пострадавших в результате теракта были отправлены в Турцию на лечение за счёт Анкары. Турецкие власти решили оказать помощь сомалийским властям и отправили самолёт в Могадишо, на котором раненные были доставлены в Турцию.